# Louis de Lascaris d'Urfé
Pour les autres membres de la famille, voir Famille d'Urfé.
Pour les articles homonymes, voir Lascaris (homonymie).
Louis de Lascaris d'Urfé (né vers 1636 à Allègre et mort le 30 juin 1695) est un ecclésiastique qui fut évêque de Limoges de 1676 à 1695.

## Biographie
Louis est le fils de Charles Emmanuel de Lascaris d'Urfé (1604-1685), marquis d'Urfé et de Baugé, bailli du Forez et de Marguerite d'Allègre (1620-1683), fille de Christophe marquis d'Allègre. Il a une ascendance prestigieuse puis qu'il descend en ligne directe de Jacques d'Urfé, bailli du Forez et de Renée de Savoie-Tende, fille de René de Savoie dit le « Grand Bâtard de Savoie » et d'Anne Lascaris comtesse de Tende issue de la lignée des empereurs byzantins Lascaris. Son frère est le missionnaire François-Saturnin Lascaris d'Urfé.
Louis de Lascaris d'Urfé mène d'abord la vie dissipée d'un grand seigneur dans les cours de France et de Savoie puis il décide d'entrer au séminaire de Saint-Sulpice où il se fait remarquer pas sa conduite édifiante. François de La Fayette l'évêque de Limoges octogénaire et infirme obtient sa nomination comme coadjuteur en février 1676 mais il meurt dès le 3 mai suivant. Louis de Lascaris est donc confirmé le 16 novembre et consacré en janvier 1677 par l'archevêque de Paris. Dans son diocèse il est à l'origine de statuts synodaux, d'un rituel et d'un catéchisme ; Il soutient ses anciens maitres sulpiciens contre les jansénistes et écarte ces derniers de son diocèse. Il meurt dans le séminaire fondé par son prédécesseur le 30 juin 1695.